# Old Town (Édimbourg)
Pour les articles homonymes, voir Old Town.
Old Town (Auld Toun en scots) est le nom du cœur historique d'Édimbourg, la capitale de l’Écosse. 
La vieille ville d’Édimbourg a conservé en grande partie son organisation médiévale ainsi que de nombreux bâtiments datant de la Réformation. Elle a également été classée, à l’instar du quartier de New Town, au Patrimoine mondial de l’Unesco en 1995, et fait l’objet d’une importante politique de restauration.
Bien qu’elle soit riche en activités et en lieux à visiter, la vieille ville d’Embra, comme l’appellent les habitants (surnom dérivé du nom anglais de la ville « Edinburgh », prononcé « Edinbora » en version originale), sa superficie est en réalité assez réduite. Du château au palais de Holyrood, il n’y a en effet qu’1,6 km.

## Histoire
Édimbourg a été édifiée sur d’anciennes collines volcaniques et devint au XIIe siècle, une des premières municipalités royales écossaises. C’est au cours de la dernière ère glaciaire que le recul des glaciers a érodé le sol, créant le « crag and tail » (« crag » signifiant « rocher » en gaélique et « tail » queue) sur lequel s’est construite la vieille ville, et qui lui confère sa topographie si caractéristique.
Le centre-ville historique a en effet été édifié sur un piton rocheux qui sert de fortification naturelle. La forteresse construite par Edwin au VIIe siècle et qui devint ensuite le château que l’on peut voir désormais trôner au sommet du « crag », est la première partie de la vieille ville à s’être développée. Le reste de la vieille ville s’est ensuite construit petit à petit le long de la colline. La vieille ville s’articule autour de l’axe principal formé par le Royal Mile, qui relie le château au palais. De part et d’autre de cette artère, on retrouve des courts et closes, sorte de ruelles ou de passages (parfois couverts) relativement pentus qui permettent de descendre de la colline.[réf. nécessaire]

## Organisation des rues
L’organisation de la vieille ville est typique de ce qu’on peut trouver dans les vieux quartiers de bon nombre de villes d’Europe du nord. On y a construit en hauteur et sur parcelles étroites, aussi appelées « tofts » et séparées par des ruelles, les « closes ». Cette disposition s’explique par le manque d’espace dû à la fois à l’étroitesse de la crête sur laquelle s’est développée la vieille ville et également à l’avantage que représente le fait de vivre au sein de murs défensifs. La vieille ville d’Édimbourg a donc donné naissance à certains des plus hauts bâtiments de l’époque.
Initialement, seules quelques étroites ruelles partaient de l’axe principal formé par le Royal Mile et ce n’est que fin XVIIe siècle qu’elles se sont vues complétées par de larges rues nord-sud, telles que North Bridge, South Bridge, puis George IV Bridge. À ces grosses artères rectilignes, vinrent également s’ajouter, au XIXe siècle, des rues plus sinueuses, comme Cockburn Street, qui a facilité l’accès à la gare de Waverley, nouvellement construite, à partir du Royal Mile. Beaucoup de ces bâtiments à plusieurs étages furent détruits lors du Grand incendie d'Édimbourg (en) en 1824 et leur construction engendra certaines modifications dans l’organisation du quartier : modification du niveau du sol et construction de divers passages et de voûtes en dessous de la vieille ville.
La partie est de la vieille ville, c'est-à-dire Canongate, était moins densément peuplée et fut l’objet d’une vaste opération de démolition des vieux immeubles insalubres dans les années 1950.

## Les différentes zones de la vieille ville

### Royal Mile
Royal Mile est le nom qui fut donné au XXe siècle à la rue principale de Old Town qui descend du château à Holyrood Palace. En réalité, aucune partie de la rue ne s’appelle officiellement Royal Mile. D’est en ouest, les différentes rues composant Royal Mile sont Castlehill, Lawnmarket, High Street, Canongate et Abbey Strand.
Des closes, sorte de ruelles très étroites et escarpées, permettent de descendre du côté nord ou du côté sud du Royal Mile qui s'étend d'ouest en est.
Parmi les bâtiments remarquables et lieux incontournables que l’on peut retrouver autour du Royal Mile, on compte :
- Milne’s court : passage menant à Princes Street (la principale rue commerçante) en partant de Lawnmarket, ancienne place qui accueillait un marché au Moyen-Âge
- Mary King's Close
- Cathédrale Saint-Gilles
- L’église et le cimetière de Greyfriars
- Le Museum of Edinburgh
- Le Museum of Childhood
- Le Parlement écossais
- Le palais de Holyrood

La vieille ville abrite également, notamment du côté de Cowgate, un certain nombre de voûtes souterraines et de passages cachés, vestiges des phases précédentes de construction.
En dehors du Royal Mile, la vieille ville d’Édimbourg peut être divisée en plusieurs zones ou sous-quartiers, à savoir (d’ouest en est) :

### West Port
Ancienne route, au sud du château d’Édimbourg, qui permettait autrefois de quitter la ville à l’ouest. Cette rue historique relie aujourd’hui Main Point (la jonction entre Bread Street, Lauriston Street, East Fountainbridge, et High Riggs) au coin sud-ouest de Grassmarket.

### Grassmarket
Comme son nom l’indique, il s’agit d’une place de marché (« market » en anglais). Grassmarket a donc accueilli le marché hebdomadaire de la ville entre 1477 et 1911. À partir des années 1800, Grassmarket devient connue pour la All Hallows Horse Fair, sorte de rassemblement annuel de marchands de bétails et de chevaux qui attirait également diseurs de bonne aventure, saltimbanques et autres acrobates.
Cependant, cette place n’est pas seulement connue pour son marché et son histoire est plus sombre que ce que l’on pourrait penser. Grassmarket a en effet été le théâtre de nombreuses exécutions publiques au fil de l’histoire. Parmi les exécutions les plus notables, on compte celle de 100 Covenanters pendus dans les années 1680 en raison de leurs croyances religieuses ; et également celle de Maggie Dickinson en 1724. Marchande ambulante de poisson, Maggie Dickson est plus connue sous le nom de « Half-Hangit’ Maggie » (littéralement, Maggie la demi-pendue) car elle serait revenue à la vie après sa pendaison.
Un marché se tient à nouveau sur Grassmarket tous les samedis de 10 h à 17 h, et la place est désormais bordée de nombreux bars, restaurants et de divers magasins. Seul subsiste comme trace de son passé morbide le nom de certains pubs.
Au coin nord-est de Grassmarket se trouve Victoria Street, une rue réputée pour sa forme courbe et les façades colorées de ses magasins et restaurants.

### Edinburgh Castle (Le château d'Édimbourg)
Le château d'Édimbourg, posé sur un volcan éteint, surplombe la ville d'Édimbourg. Baptisé Din Eidyn  en gaélique, ce qui signifie littéralement « forteresse d’Edwin », le château a donné son nom à la ville d'Édimbourg.
À l’image de l’histoire de l’Écosse, celle du château a également été mouvementée. Érigé au XIe siècle, il a été aux mains de nombreux souverains et s’est souvent retrouvé au cœur des différents conflits qui ont opposé l’Angleterre et l’Écosse. Le château s’est d’ailleurs vu démanteler en partie par Robert the Bruce en 1314 car celui-ci refusait qu’il tombe aux mains des Anglais. En 1566, Marie Stuart y donna naissance au futur Jacques VI. C’est aussi l’endroit que choisit Cromwell, pour héberger ses hommes en 1650.
Au cours de son histoire le château a donc été, tour à tour, résidence royale, bastion, caserne, prison et aujourd’hui attraction touristique. À l’heure actuelle, on peut y visiter :
- La chapelle Sainte-Marguerite
- Le Mémorial national d’Écosse
- Le National War Museum of Scotland
- Le Great Hall
- Les appartements royaux
- Les Honors of the Kingfom
- Les prisons de guerre
- The Royal Scots Dragoon Guards Museum

### Cowgate
Cowgate (Cougait en scots) est une rue qui servait initialement de chemin pour conduire les vaches (« cow » signifiant vache et « gate » porte en anglais).
Située dans la partie inférieure de Old Town, c'est-à-dire sous South Bridge et George IV, il s'agit d'une rue assez lugubre et particulièrement sombre par endroits. La zone se transforma d’ailleurs en bidonville pendant la Révolution industrielle et fut le repaire de prostituées, de trafiquants et autres criminels en tout genre pendant une longue période.
Cowgate est aujourd’hui une rue très animée la nuit car elle abrite de nombreux pubs, boites de nuit et auberges de jeunesse.
Il s'y trouve la chapelle de la Madeleine.

### Canongate
Il s’agit de la partie est (partie basse) du Royal Mile. Elle constitue le cœur du quartier éponyme de Canongate (Canongait en scots) qui jusqu’en 1856 était un bourg indépendant. Son nom vient des « canon » (chanoines) de l’Abbaye de Holyrood et du « gait » en scots qui signifie chemin. De nombreux bâtiments d’intérêt se situent dans Canongate, tels que le Parlement écossais, le Canongate Tolbooth, qui abrite aujourd’hui le People’s Story Museum, ou encore la Huntly House qui est aujourd’hui le Museum of Edinburgh. L’abbaye de Holyrood fut remplacée en 1691 par la Canongate Kirk, construite un peu plus haut dans la rue et toujours en activité aujourd’hui.

### Holyrood
Holyrood est la partie la plus basse de la vieille ville puisqu’elle est située tout en bas de la pente formée par le Royal Mile et dominée à l’autre extrémité par le château.
On y trouve le palais de Holyrood, résidence officielle du monarque britannique en Écosse. La Reine Elizabeth y passait d’ailleurs une semaine chaque année en été. En dehors des diverses cérémonies officielles qu’il accueille et des périodes où il est occupé par des membres de la famille royale, le palais est ouvert au public le reste de l’année.
Le palais date de la fin du XVe siècle mais sa construction s’est faite en plusieurs étapes et son architecture a évolué au fil des siècles pour adopter un style palladien au XVIIe siècle
Accolées au palais, se trouvent les ruines de l’abbaye de Holyrood, construite en 1128 et en ruine depuis le 18e siècle.
Face au palais, on retrouve le Parlement écossais dont la construction fait suite au référendum sur la dévolution de l’Écosse de 1997. Conçu par l’architecte catalan Enric Miralles et inauguré en 2004, le bâtiment du Parlement fut sujet à controverses, notamment en raison de son architecture très moderne qui détonne un peu avec les autres bâtiments de la vieille ville.
Holyrood accueille aussi un musée scientifique, Dynamic Earth, situé à côté du bâtiment du Parlement, au pied des Salisbury Crags. Il a été inauguré par la Reine Elizabeth en 1999.

### Croft-An-Righ
Ensemble de bâtiments situés au nord-est d’Holyrood.

## Hommage
Old Town occupe une grande partie du récit de Jules Verne Voyage en Angleterre et en Écosse. Jules Verne rapporte en détail le voyage qu'il y a effectué en 1859 avec son ami Aristide Hignard. Alexandre Tarrieu a suivi le même parcours que Jules Verne dans la ville en 2011 et, par ses photographies, a comparé les lieux. 